# Liste des réserves de biosphère en Irlande
Les réserves de biosphère en Irlande (en irlandais : Tearmann Bithsféir) reconnues par l'Unesco dans le cadre du programme sur l'homme et la biosphère sont au nombre de deux.
En Irlande, les réserves de biosphère sont gérées par le Service des parcs nationaux et de la Faune Sauvage.

## Liste
| Nom             | Image | Comté  | Superficie   | Création | Autre classement                                                                     | Description |
| --------------- | ----- | ------ | ------------ | -------- | ------------------------------------------------------------------------------------ | --- |
| Baie de Dublin, |       | Dublin | 30 536,81 ha | 1981     | Site Ramsar (3 sites compris : Sandymount Strand, North Bull Island et Baldoyle Bay) | La réserve comprend la baie de Dublin, Bull Island ainsi que les terres voisines, dont des zones de la ville de Dublin,. Elle couvre plusieurs habitats : des schorres peuplés de salicornes, de puccinellies maritimes et d'espèces du genre Limonium, des dunes peuplées d'angiospermes des milieux salés, de roquettes de mer et d'espèces du genre Agropyron, des plages, et des vasières peuplées d'algues. Par ailleurs, la réserve protège d'importantes colonies de bernaches cravants, de barges à queue noire et de barges rousses, et en hiver, de héron cendrés, de garrots, de harles huppés et de chevaliers aboyeurs ; la réserve abrite par ailleurs une sous-espèce de lièvre variable spécifique à l'Irlande. |
| Kerry,          |       | Kerry  | 65 000 ha    | 1982     | Parc national de Killarney                                                           | La réserve s'étend au sud-ouest de la ville de Killarney dans le sud-ouest de l'Irlande. Autour du Lough Leane, elle couvre montagnes, forêts claires, lacs plus petits, brandes, parcs et jardins. La réserve abrite également un patrimoine architectural, notamment l'île d'Innisfallen et son abbaye, Muckross House et l'abbaye de Muckross. |